# Клунцингер, Карл Вениамин
Карл Вениамин Клунцингер (нем. Carl Benjamin Klunzinger; 18 ноября 1834—21 июня 1914) — немецкий зоолог.
Долгое время жил в качестве врача в Коссеире на берегу Красного моря. Опубликовал: «Bilder aus Oberägypten, der Wüste und dem Roten Meers» (2 изд., Штутгарт, 1877); «Die Korallentiere des Roten Meers» (3 т., Берлин, 1877—1879); «Die Fische des Roten Meers» (Штутгарт, 1884).